# Augustenborgs IF
Augustenborgs IF var en fotbollsklubb från Augustenborg, Malmö. Klubben grundades 1952 . Klubben slogs samman med Malmö SK/AV 1990, som senare bytte namn till Heleneholms SK. Augustenborgs IF spelade sin sista säsong, 1989, i Division 6 Skåne Sydvästra A.